# Kevin Mirallas
Kevin Antonio Mirallas (* 5. Oktober 1987 in Lüttich) ist ein belgischer ehemaliger Fußballspieler mit spanischen sowie griechischen Wurzeln. Er stand zuletzt bei AEL Limassol unter Vertrag.

## Profikarriere

### Die Anfänge (1999–2008)
Mirallas begann seine fußballerische Karriere bei seinem Heimatklub Standard Lüttich. Dort durchlief er nahezu alle Jugendabteilungen, ehe er 2004 ohne einen Profieinsatz in Lüttich an den OSC Lille verkauft wurde. Am 7. Mai 2005, dem 35. Spieltag der Saison 2004/05, bestritt er dann im Alter von 17 Jahren sein erstes Spiel für Lille in der Ligue 1. Er wurde in der 81. Minute eingewechselt und erzielte vier Minuten später den einzigen Treffer beim 1:0 über Paris Saint-Germain. Nach zwei weiteren Kurzeinsätzen Mirallas war die Saison schließlich auch zu Ende und Lille hatte sich als Vizemeister für die Champions League qualifiziert. Dort wurde Mirallas auch zwei Mal eingewechselt, kam aber wie auch in der Liga nicht über die Rolle eines Reservisten hinaus. In den beiden folgenden Spielzeiten gelang Mirallas dann der Aufstieg zum Stammspieler. Doch nach nur acht Toren, sowie einem zehnten und einem siebten Platz in der Liga, innerhalb von zwei Jahren wurde er an den AS Saint-Étienne verkauft.

### AS Saint-Étienne (2008–2010)
In Saint-Étienne avancierte Mirallas direkt zum Stammspieler und kam in seiner ersten Saison auf 30 Ligaeinsätze. Zudem bestritt er acht Europapokalspiele für den Verein, wobei ihm im Spiel gegen Rosenborg Trondheim, mit dem 3:0-Endstand, sein erstes Tor auf europäischer Bühne gelang. Im weiteren Verlauf des UEFA-Pokal 2008/09 schaltete Saint-Étienne unter anderem Mirallas späteren Verein Olympiakos Piräus aus, ehe die Mannschaft im Viertelfinale dem späteren Finalisten Werder Bremen unterlag. In der Liga hingegen musste die Mannschaft bis zum letzten Spieltag um den Klassenerhalt kämpfen und wurde am Ende der Saison siebzehnter mit einem Punkt Vorsprung vor dem SM Caen. Die darauf folgende Spielzeit verlief ähnlich wie die vorangegangene und die Mannschaft um Mirallas wurde erneut siebzehnter in der Abschlusstabelle.

### Olympiakos Piräus (2010–2012)
Am 17. Juni 2010 wurde Mirallas von Saint-Etienne für eine Saison an Olympiakos Piräus ausgeliehen, welches sich zudem eine Kaufoption sicherte.
Sein Debüt für Piräus gab er in der Qualifikation zur UEFA Europa League im Spiel gegen den KS Besa Kavaja. Seine ersten beiden Tore erzielte er beim 3:1-Heimsieg gegen Olympiakos Volos, woraufhin er für die Position als Mittelstürmer in den darauf folgenden Spielen in der Startelf gesetzt war. Dort brachte er weiterhin gute Leistungen und erzielte unter anderem bei der Derbyniederlage gegen Panathinaikos Athen ein Tor. Insgesamt kam er in der Liga zu 27 Einsätzen und erzielte 14 Tore. Am Ende der Saison holte er dann mit Piräus den Meistertitel und wurde endgültig vom Verein verpflichtet. Die Saison 2011/12 verlief ähnlich erfolgreich für Mirallas, auch wenn er mit Piräus bereits in der Champions-League-Gruppenphase ausschied. Da die Mannschaft diese aber als Tabellendritter beendet hatte qualifiziert sie sich für das Sechzehntelfinale der UEFA Europa League. Dort schlug er mit Piräus Rubin Kasan und scheiterte dann in der nächsten Runde an Metalist Charkiw. In den nationalen Wettbewerben war er wesentlich erfolgreicher und gewann neben dem Double – aus Meisterschaft und Pokal – auch die Torjägerkanone der nationalen Liga mit 20 Treffern. Nach Auslaufen seines Vertrages zum Saisonende wechselte er nach England zum FC Everton.

### FC Everton (2012–2019)
Sein Debüt gab Mirallas im August 2012 gegen Aston Villa. Trotz mehrerer Verletzungen brachte er es auf 151 Einsätze für die „Toffees“. Sein Vertrag wurde im Mai 2017 um drei Jahre verlängert. Am 7. Januar 2018 gab der FC Everton bekannt, dass sich Mirallas leihweise für ein halbes Jahr seinem alten Arbeitgeber aus Piräus anschließen werde, um wieder mehr Spielpraxis zu erlangen. Nach Rückkehr von dieser Ausleihe erfolgte eine weitere für ein Jahr zum AC Florenz.

### Royal Antwerpen
Nach der Rückkehr aus Florenz stand Mirallas in der Saison 2019/20 in den ersten drei Spielen von Everton nicht im Kader. Ende August wurde ein ablösefreier Wechsel zum belgischen Erstdivisionär Royal Antwerpen vereinbart. Mirallas unterschrieb dort einen Vertrag mit einer Laufzeit von einem Jahr. Er bestritt 18 von 29 möglichen Ligaspielen bis zum Abbruch der Saison infolge der COVID-19-Pandemie, wobei er zwei Tore schoss, und drei Pokalspiele. Zum Saisonende gewann der Verein den belgischen Pokal 2019/20.

### Weitere Jahresverträge
Zu Beginn der neuen Saison 2020/21 war Mirallas zunächst ohne Vertrag. Anfang Oktober 2023 wurde er vom türkischen Erstligisten Gaziantep FK verpflichtet. Er bestritt dort 28 von 40 möglichen Ligaspielen, in denen er fünf Tore schoss, und drei Pokalspiele mit zwei Toren.
Mit Auslaufen seines Vertrages nach dem Ende der Saison 2021/22 war Mirallas zunächst ohne Vertrag. Erst Ende Januar 2022 fand er mit dem portugiesischen Erstligisten Moreirense FC einen neuen Verein. Für diesen Verein stand er in 8 von 15 möglichen Ligaspielen mit einem geschossenen Tor auf dem Platz. Zudem wurde er im Relegationsrückspiel eingesetzt. Nach der Niederlage dort stieg der Verein in die zweite Liga ab.
Ende Juli 2022 wechselte er nach Zypern mit einem Vertrag mit einjähriger Laufzeit zu AEL Limassol. Dort wurde er bei 21 von 40 möglichen Ligaspielen, in denen er vier Tore schoss, und bei zwei Pokalspielen eingesetzt.
Seit Auslaufen des Vertrages ist er seit 1. Juli 2023 ohne Vertrag.

## Belgische Nationalmannschaft
Mirallas durchlief diverse Jugendnationalmannschaften. Mit der belgischen U-21-Nationalmannschaft nahm er dann 2007 an der Europameisterschaft in den Niederlanden teil, wo ihm auch zwei Treffer gelangen. Sein Team scheiterte erst im Halbfinale gegen die leicht favorisierten Serben mit 0:2. Noch im gleichen Jahr kam er zu seinen ersten Einsätzen in der A-Nationalmannschaft und erzielte sogar direkt ein Tor im Qualifikations Spiel zur EM 2008 gegen Serbien. Dennoch reichten Belgiens Leistungen nicht für eine Qualifikation. Dafür stand Mirallas noch im gleichen Jahr im Aufgebot der belgischen Nationalmannschaft bei den Olympischen Spielen in Peking. Während des olympischen Turniers gelangen ihm dann sogar zwei Treffer und er erreichte mit seiner Mannschaft das Halbfinale, wo diese allerdings an der Auswahl Nigerias scheiterte. In den Jahren danach scheiterte er mit der Nationalmannschaft sowohl in der WM-Qualifikation 2010 als auch in der Qualifikation zur EM 2012.
Für die Weltmeisterschaft 2014 konnte sich die belgische Nationalmannschaft qualifizieren. Mirallas stand in allen Qualifikationsspielen mit Ausnahme des Auswärtsspieles gegen Mazedonien auf dem Platz. Während des Turniers selbst spielte er ab dem 2. Gruppenspiel bis zum Achtelfinale, in dem Belgien gegen Argentinien ausschied. Bei den folgenden Qualifikationsspielen zur Europameisterschaft 2016 fehlte er erst wegen einer Oberschenkelverletzung. Aber auch als dieser ausgeheilt war, gehörte er nicht zum Kader der Nationalmannschaft bzw. wurde nicht eingesetzt. Beim Turnier selbst gehörte er nicht zum belgischen Kader.
Danach kam es noch zu einigen Einsätze bei Qualifikationsspielen zur Fußball-Weltmeisterschaft 2018 und bei Freundschaftsspielen. Mirallas stand aber bei keinem Spiel über die volle Länge auf dem Platz. Sein bisher letztes Länderspiel bestritt er am 27. März 2018 gegen Saudi-Arabien.

## Titel und Erfolge

### Verein
- Griechischer Meister (2): 2011, 2012
- Griechischer Pokalsieger (1): 2012
- Belgischer Pokalsieger: 2019/20

### Individuelle Auszeichnungen
- Torschützenkönig der Super League (1): 2012